# Ophisaurus koellikeri
Ophisaurus koellikeri är en ödleart som beskrevs av  Günther 1873. Ophisaurus koellikeri ingår i släktet Ophisaurus och familjen kopparödlor. IUCN kategoriserar arten globalt som livskraftig. Inga underarter finns listade i Catalogue of Life.